# Ognina (Siracusa)
Ògnina, talvolta Ognina Li Greci, è una località costiera di Siracusa. Situata 15 chilometri a sud della città, rientra nei suoi confini amministrativi.

## Etimologia
L'etimologia rimane incerta, sebbene siano state avanzate diverse ipotesi. Il nome greco del capo omonimo, che domina la pianura costiera circostante, era Μακρòv Àκρον (Makròn Àkron); quello latino, che traduce il precedente, era Longum Promontorium. In effetti, l'impressione che si ricava osservando le balze rocciose che si estendono fino al capo è proprio quella di un promontorio che si protende dalla pianura costiera verso il mare.

## Storia

### Ognina: luogo dello sbarco degli Alleati nel 1943
Intorno alle ore 3:00 del mattino del 10 luglio 1943, la prima truppa del 3° Army Commando, parte dei British Commandos, sbarcò presso scoglio imbiancato: tra Capo Ognina e Fontane Bianche: essi misero a terra 180 commando, seguiti alle ore 4:00 da una seconda truppa del medesimo Commando, mentre una terza loro ondata sarebbe giunta prima dell'alba nella spiaggia di Fontane Bianche.
Il compito del 3° Army Commando era conquistare i capisaldi di Torre Cuba e la batteria di masseria Cafici (detta 81ª): il primo caposaldo era nei pressi dell'insenatura di Ognina, dove oggi vi è il suo porticciolo e un'altra antica torre, presa anch'essa di mira, la Torre Ognina, e il secondo caposaldo si trovava in contrada Spinagallo (nelle immediate vicinanze di Fontane Bianche), non distante da Santa Teresa Longarini; sita poco più a nord.
Nel primo pomeriggio del 10 luglio, alla spiaggia George Beach, tra Ognina e Fontane Bianche, sbarcarono i soldati della 13ª brigata (5ª divisione), la quale riversò nel settore di Acid (ce si divideva in North, Center e South) 3 battaglioni: il 2º  Cameronians (Scottish Rifles), il 2º Royal Inniskilling Fusiliers e il 2º Wiltshire Regiment, che presero la via per Floridia. Il loro comandante era il brigadiere Lorne MacLaine Campbell.

## Topografia
Il territorio di Ognina è compreso tra le località costiere e balneari di Arenella a nord e di Fontane Bianche a sud. La contrada Cuba lo delimita ad ovest. Alla sua estremità orientale si trova l'isola omonima, originariamente unita alla terraferma. La costa è costituita da rocce bianche calcarenitiche con diverse cale da cui è possibile scendere e fare il bagno.

## La località
Ognina ha antiche frequentazioni che risalgono alla preistoria: alcuni dei reperti trovati in zona presentano consonanze con la cultura di Cetina (2200 a.C. circa) proveniente dalla Dalmazia, ma sono gli importanti legami con la cultura di Stentinello e le analogie con quelle di Malta a suscitare maggior interesse dell'archeologia in questa zona. Altrettanto interessanti sono i reperti geologici non visibili in superficie perché inabissati nei fondali marini, si tratta di rocce effusive derivanti da un antico vulcanismo di tipo sottomarino che ha interessato anche l'area sud di Siracusa compresa (sebbene solo in parte) Ognina.
A sud, nella lingua di terra in prossimità di Fontane Bianche, sono presenti altri punti di interesse storico archeologico. Sulla punta si trova la torre di Ognina, usata per l'avvistamento in epoca spagnola. Ancora più a sud, sono visibili lungo la costa delle vasche circolari e delle fornaci legate all'antico processo della calcificazione da parte dei romani.
Oggi Ognina è una località balneare e di villeggiatura (in particolare estiva) del litorale meridionale di Siracusa, in cui è presente un porto-canale storicamente molto frequentato dalla gente di mare, anche solo e semplicemente per approvvigionarsi di acqua dolce (caratteristica peculiare dell'idrografia siracusana) e per trovare riparo.

## Curiosità
Nel tratto di costa a sud dell'Arenella, precisamente in contrada Asparano, nel febbraio 2019 il fotografo Dario Giannobile ha ripreso un allineamento tra Luna, Venere e Giove che ha avuto la menzione del giorno sul sito della NASA Astronomy Picture of The Day.
Un'altra curiosità legata al borgo è, che in linea con il suo aspetto prettamente marino, tutte le sue strade sono intitolate a specie di pesci, ad eccezione della strada principale denominata traversa capo Ognina.

## Galleria d'immagini

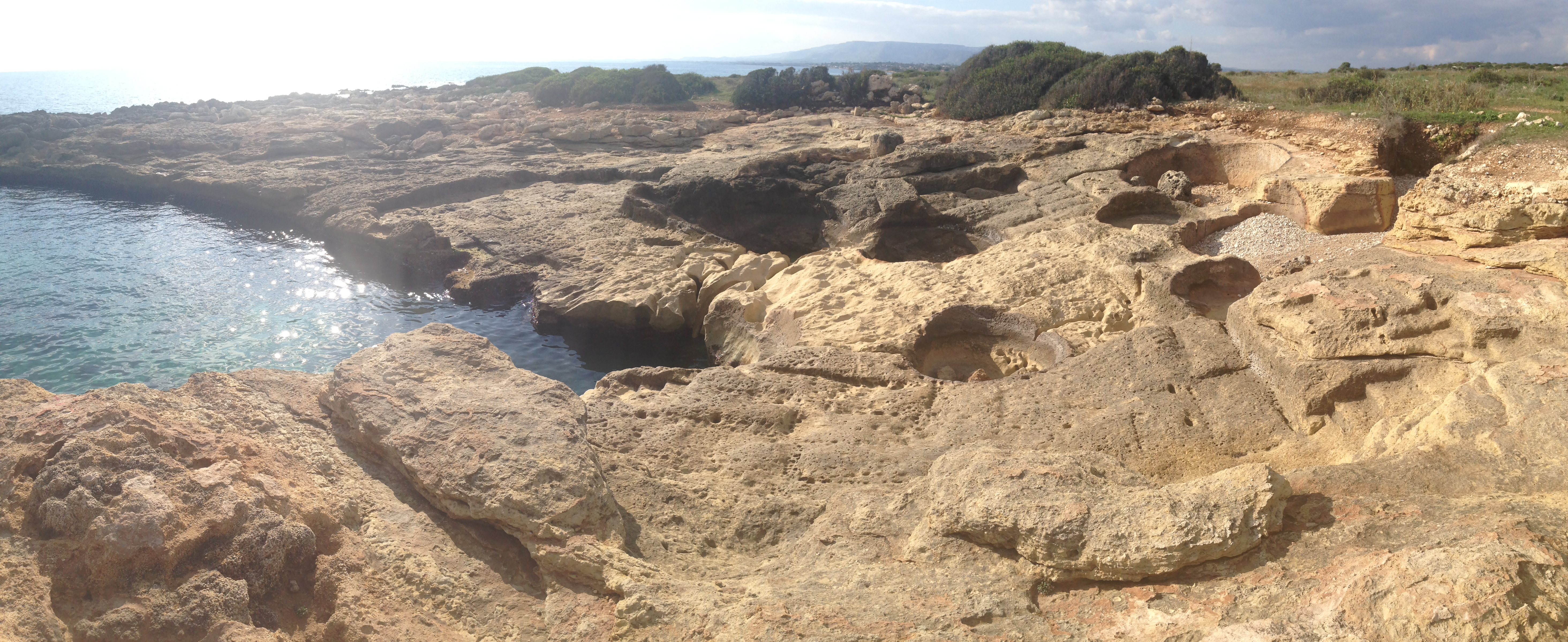
Vasche per la calcificazione
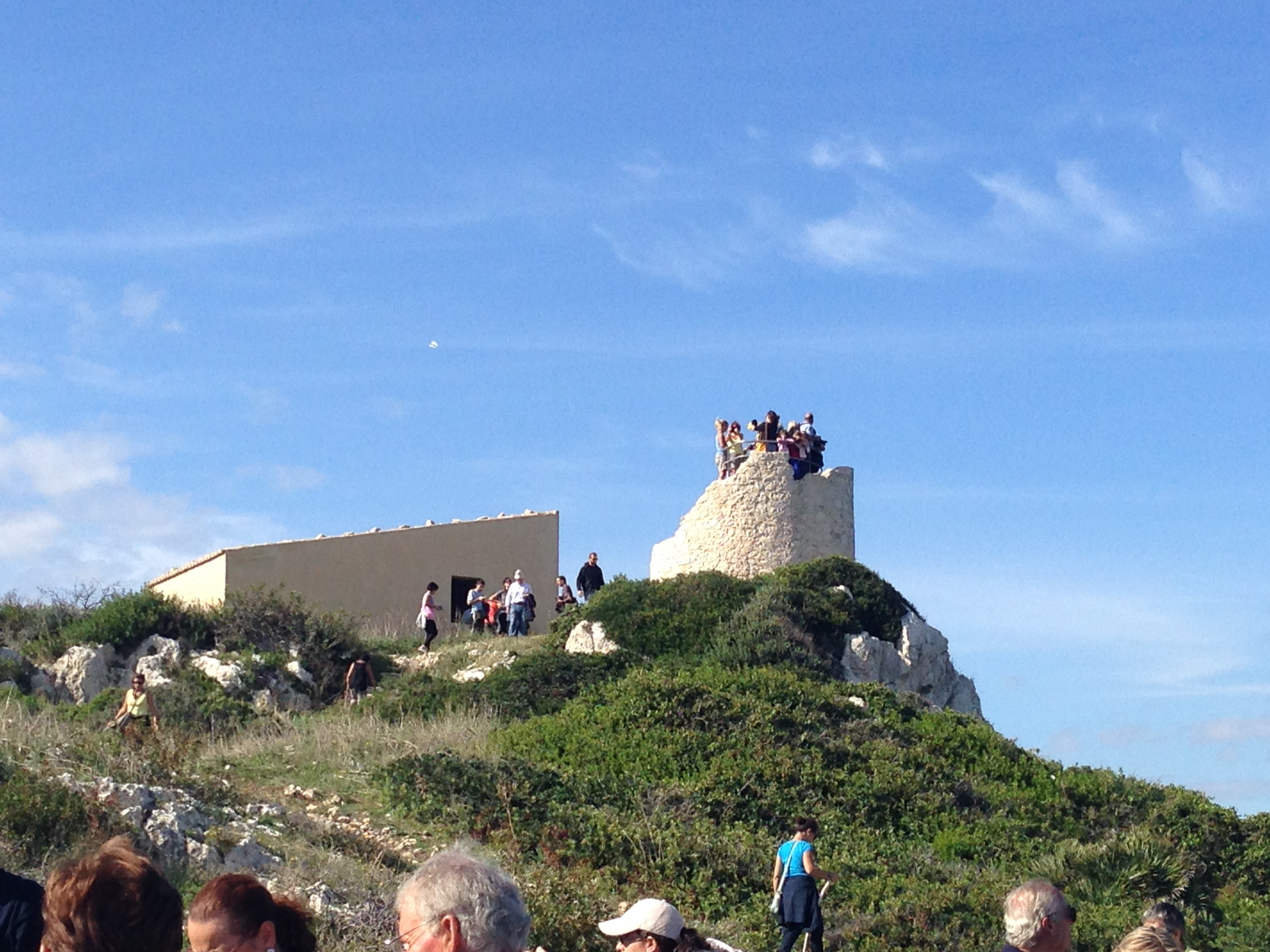
La torre di Ognina
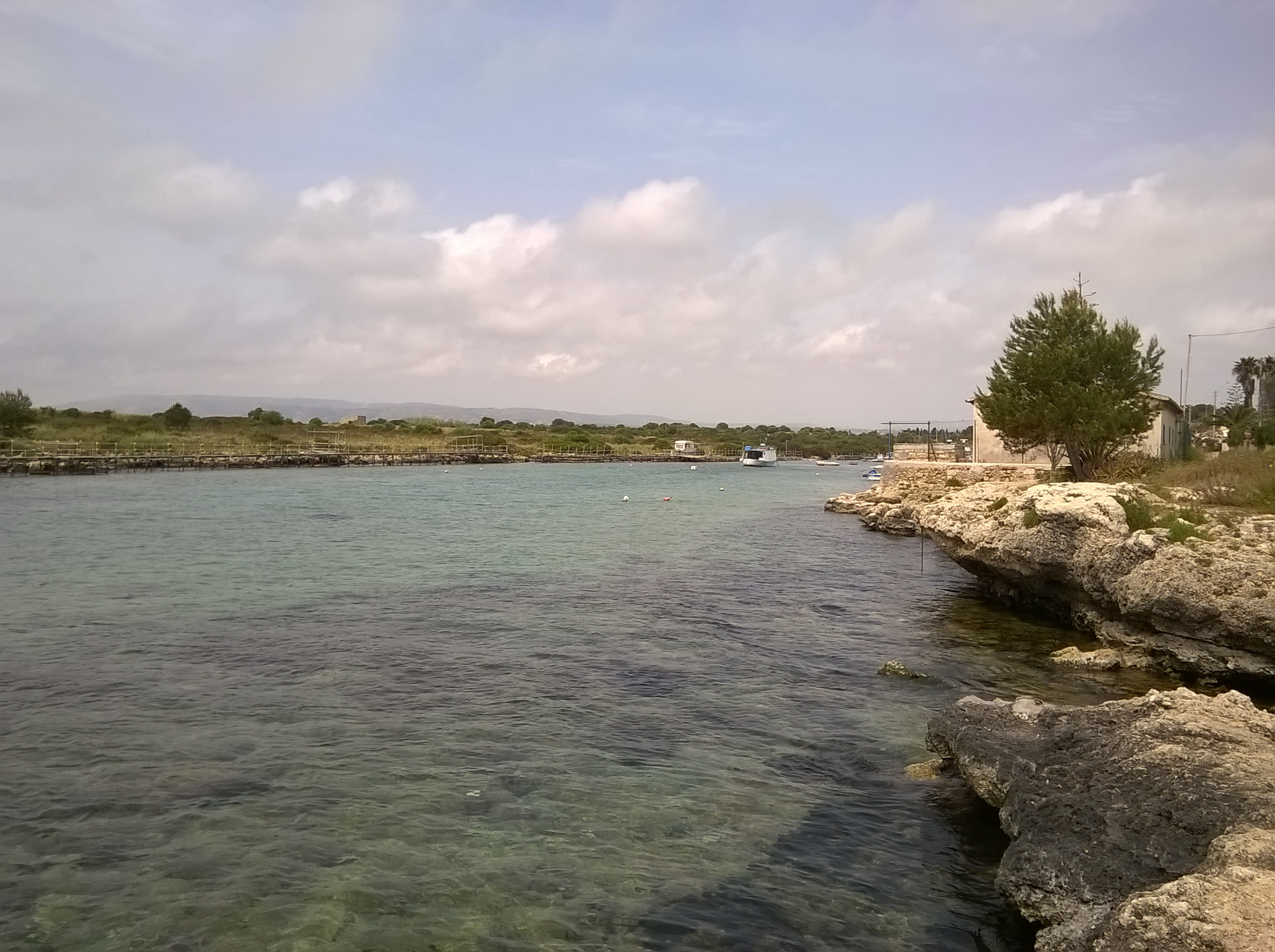
Porticciolo di Ognina